# 朱座
朱座（しゅざ）とは、中世・近世の日本において朱及び朱墨などの関連商品を扱う商人による座。
日本では朱はその有毒性にもかかわらず顔料や薬品をはじめとして様々な分野で用いられてきたが、伊勢国丹生などに産地が限定され、豊富ではなかった。そのため、早い段階から専門の商人が出現し、座が編成されていたと推定されているが、記録上確認できるものは戦国時代と比較的遅い（『蜷川親俊日記』天文11年3月26日条）ものが最古である。朱座の専売特権は織田政権においても許容されていた（天正12年京都所司代前田玄以法印下知状）が、豊臣政権によって一旦は否定された。
だが、この頃、中国からの大量の朱の輸入によって日本における朱の生産が衰退し、日本市場は輸入物がほとんどを占めるようになる。このため、徳川政権は朱座の再建を認め、慶長14年（1609年）に小田助四郎・甚太夫に堺と江戸における朱座設置の許可を与えた。その後、京都にも同様の措置が取られた。当時、中国産の朱は長崎経由（長崎表）もしくは琉球→薩摩経由（薩摩表）の2つのルートが存在していたが、朱座は独占的な輸入権と日本国内における朱及び朱墨の独占的製造・販売権を獲得し、代わりに江戸幕府に対して運上銀を納めた（1700枚、後に800枚、更に100枚）。
だが、朱や朱墨を私に作る者が後を絶たないため、安永6年（1777年）に改めて朱座以外の朱墨の製造・販売を朱座に独占させ、天明2年（1782年）には朱座に輸入品を独占させるように命じた。更に寛政8年（1796年）には江戸・堺・京都・大坂・奈良に朱仲買を設けて朱座以外の者に朱を商わせたが、必ず朱座から購入して仲間売買以外の場合には朱座包のまま販売を行うこと、更に利益の一部を朱座に納めることなど、朱座の統制下に置かれていた。
その後、天保の改革で朱仲買は他の株仲間とともに一時廃止され、朱の流通機構は朱座専売という寛政8年以前の段階へと復されたが、後に再建されて明治維新まで続いた。